# Liste der Baudenkmäler in Fürstenfeldbruck

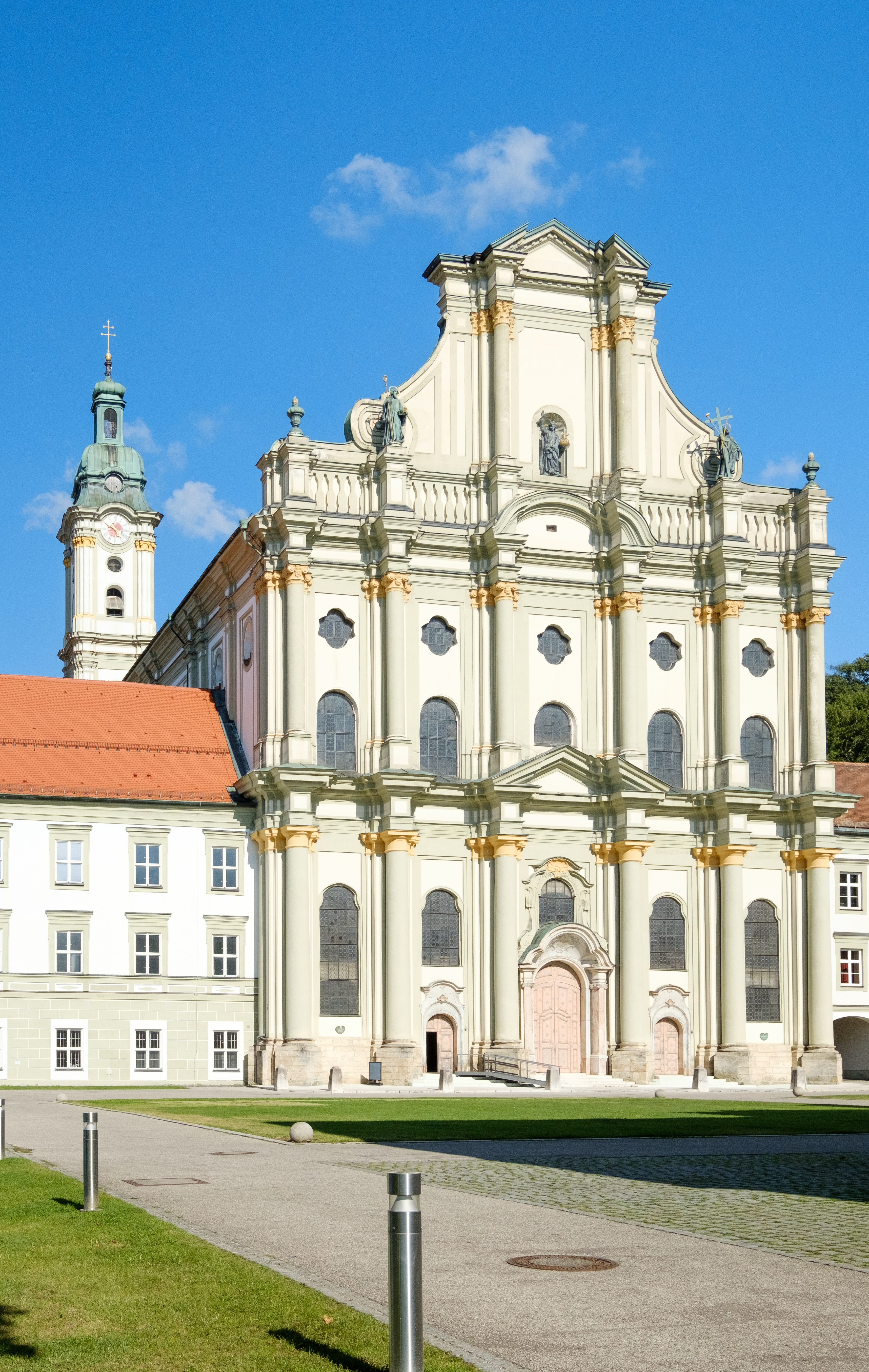
Klosterkirche Fürstenfeld

Auf dieser Seite sind die Baudenkmäler in der oberbayerischen Großen Kreisstadt Fürstenfeldbruck zusammengestellt. Diese Tabelle ist eine Teilliste der Liste der Baudenkmäler in Bayern. Grundlage ist die Bayerische Denkmalliste, die auf Basis des Bayerischen Denkmalschutzgesetzes vom 1. Oktober 1973 erstmals erstellt wurde und seither durch das Bayerische Landesamt für Denkmalpflege geführt wird. Die folgenden Angaben ersetzen nicht die rechtsverbindliche Auskunft der Denkmalschutzbehörde.

## Ensembles

### Ensemble Hauptstraße mit Leonhardsplatz

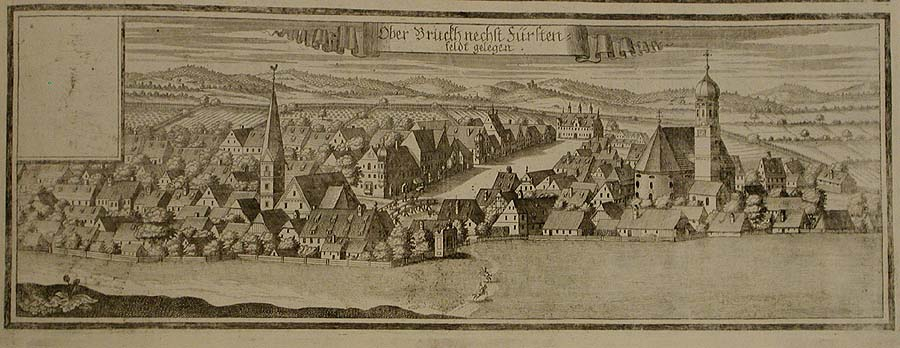

Das Ensemble umfasst den ältesten Ortskern, dessen planmäßige Anlage mit erweiterter Marktstraße im 12., spätestens im 13. Jahrhundert anzunehmen ist. Der Markt wurde 1306 zuerst genannt.
Die Hauptachse der Marktstraße (Hauptstraße) wird durch die Richtung der Brücke bestimmt, deren Endpunkte durch das heutige Rathaus und die St. Leonhardskirche hervorgehoben sind. Die geschlossene Bebauung, meist aus dem 18./19. Jahrhundert, wird durch die zahlreichen ehemaligen Gasthöfe mit stattlichen Giebeln und Fassaden nachhaltig geprägt; die übrigen Bürgerhäuser sind meist zu geschlossenen Fronten mit flächiger Putzgliederung zusammengebaut.
Der Leonhardsplatz mit der freistehenden Kirche in der Mitte wird vorwiegend durch Einzelhäuser gleichen Charakters bestimmt, deren freie Lage zum Flussufer der Amper bezeichnend ist.
Aktennummer: E-1-79-121-1

## Baudenkmäler nach Ortsteilen

### Fürstenfeldbruck
| Lage                                          | Objekt                                                                                   | Beschreibung | Akten-Nr.                         | Bild                                                                                     |
| --------------------------------------------- | ---------------------------------------------------------------------------------------- | --- | --------------------------------- | ---------------------------------------------------------------------------------------- |
| Adolf-Kolping-Straße 5 (Standort)             | Wohnhaus                                                                                 | zweigeschossiger Traufseitbau mit flachem Satteldach und türmchenartigem Mittelerker mit Verblechung, um 1890; Einfriedung, gleichzeitig | D-1-79-121-59 Wikidata            | weitere Bilder                                                                           |
| Adolf-Kolping-Straße 9 (Standort)             | Wohnhaus                                                                                 | zweigeschossiger Satteldachbau im Landhausstil mit Balkon und Loggia, 1907 | D-1-79-121-60 Wikidata            | Wohnhaus                                                                                 |
| Adolf-Kolping-Straße 11 (Standort)            | Ehemaliges Rentamt, ab 1919 Finanzamt                                                    | dreigeschossiger Walmdachbau mit historisierenden Fenstergiebeln, Zwerchhaus und flachen Runderkern, um 1900/10 | D-1-79-121-61 Wikidata            | Ehemaliges Rentamt, ab 1919 Finanzamt                                                    |
| Amper; Hauptstraße; Leonhardsplatz (Standort) | Amperbrücke                                                                              | Eisenbetonbrücke mit Widerlagern, zwei Pfeilern und Überbau aus Plattenbalken, Brüstung mit Kanzeln und Wappen, von Dyckerhoff und Widmann, bezeichnet 1909. | D-1-79-121-133 Wikidata           | weitere Bilder                                                                           |
| Hauptstraße (Standort)                        | Brückenfigur Hl. Johann Nepomuk                                                          | mit Flussfigur der Moldau, von Franz Hoser, 1924 | D-1-79-121-133 zugehörig Wikidata | Brückenfigur Hl. Johann Nepomuk                                                          |
| Amper, Nähe Aumühle, Silbersteg (Standort)    | Eisensteg über die Amper, sogenannter Silbersteg                                         | um 1900, neubarocker Torbogen und Figur des Hl. Johann Nepomuk von 1902 | D-1-79-121-41 Wikidata            | weitere Bilder                                                                           |
| Auf der Lände 11 (Standort)                   | Ehemalige Schlachthofanlage                                                              | im reduziert-barockisierenden Stil: Ehemaliges Verwaltungsgebäude, erdgeschossiger Mansarddachbau mit Zwerchhaus und langgestrecktem angeschlossenem Schlachthofgebäude mit Querbau, verputzter Stahlbetonbau, von Adolf Voll, 1910; Ehemaliges Schlachthaus, erdgeschossiger langgestreckter Walmdachbau mit großen Fensteröffnungen, gleichzeitig; Ehemaliges Nebengebäude, erdgeschossiger Satteldachbau mit Quergiebel und Eckarkade, gleichzeitig | D-1-79-121-62 Wikidata            | weitere Bilder                                                                           |
| Bahnhofstraße 2 (Standort)                    | Ehemaliges Postamt                                                                       | dreigeschossiger konkav geschwungener Bau mit flachem Walmdach, von Georg Werner und Lars Landschreiber, 1930 | D-1-79-121-1 Wikidata             | Ehemaliges Postamt                                                                       |
| Bullachstraße 3 (Standort)                    | Wohnhaus                                                                                 | zweigeschossiger Steildachbau mit hofseitiger Laube, im Kern von 1609 (dendrochronologisch datiert), Umbau 19. Jahrhundert | D-1-79-121-151                    | BW                                                                                       |
| Bullachstraße 16 (Standort)                   | Landhaus                                                                                 | zweigeschossiger Satteldachbau mit seitlichem Risalit, Kniestock und Bänder- und Lisenengliederung,1899/1900 | D-1-79-121-148                    | BW                                                                                       |
| Bullachstraße 25, 26, 27 (Standort)           | Ehemalige Mühlanlage, sogenannte Aumühle oder Altmil                                     | in historisierenden Industrieformen errichtet: Ehemals Direktionsvilla, zweigeschossiger Satteldachbau mit rundem Eckturm und stark hervortretendem Mittelrisalit, 1897; Ehemals Mühlgebäude, Komplex aus mehreren Bauten in historisierenden Formen, 1870 ff.; mit technischer Ausstattung; Wohnhaus, zweigeschossiger Putzbau mit spätklassizistischen Elementen und gekreuzten flachen Satteldächern, um 1870                                       | D-1-79-121-2 Wikidata             | weitere Bilder                                                                           |
| Dachauer Straße 50 (Standort)                 | Villa, ehemals des Geheimrats Alexander Kreuter                                          | zweigeschossiger Walmdachbau mit Putzgliederungen in neubarocken Formen, von John Herbert Rosenthal, 1923/25; Nebengebäude, erdgeschossiger Putzbau mit neubarocken Anklängen, gleichzeitig | D-1-79-121-3 Wikidata             | Villa, ehemals des Geheimrats Alexander Kreuter                                          |
| Dachauer Straße 52 (Standort)                 | Villenartiges Wohnhaus                                                                   | zweigeschossiger Satteldachbau mit Fußwalm, Zwerchhaus und rustiziertem Obergeschoss, von Adolf Voll, um 1923, rückwärtiger Risalit nach 1931 erweitert. | D-1-79-121-143                    | BW                                                                                       |
| Dachauer Straße 59 (Standort)                 | Landhaus                                                                                 | erdgeschossiger Satteldachbau mit Zwerchgiebel, Balkon und befenstertem Kniestock, an der Wetterfahne bezeichnet 1898; mit Einfriedung | D-1-79-121-66 Wikidata            | Landhaus                                                                                 |
| Dachauer Straße 61 (Standort)                 | Villa Haeusler                                                                           | zweigeschossiger barockisierender Bau mit Halbwalmdach, Erker-, Loggien- und Zwerchhausausbauten, nach Plänen von Gabriel von Seidl, 1899; Doppelgarage, gleichzeitig | D-1-79-121-4 Wikidata             | Villa Haeusler                                                                           |
| Dachauer Straße 63 (Standort)                 | Villa                                                                                    | zweigeschossiger neubarocker Putzbau mit asymmetrisch gegliedertem Mansardwalmdach und Zwerchhaus, um 1900/05 | D-1-79-121-64 Wikidata            | Villa                                                                                    |
| Ferdinand-Miller-Straße 2 (Standort)          | Ehemaliges Verwaltungsgebäude der Allgemeinen Ortskrankenkasse, heute Kinderheim         | zweigeschossige Zweiflügelanlage mit Walmdach und historisierenden Gauben, 1927 | D-1-79-121-5 Wikidata             | Ehemaliges Verwaltungsgebäude der Allgemeinen Ortskrankenkasse, heute Kinderheim         |
| Feuerhausstraße 16 (Standort)                 | Wohnhaus und ehemaliges Künstleratelier von Otto Kubel                                   | zweigeschossiger Putzbau mit Krüppelwalmdach, Polygonalerker und profiliertem Traufband, um 1902 | D-1-79-121-112 Wikidata           | weitere Bilder                                                                           |
| Fürstenfelder Straße 9 (Standort)             | Bellevueturm                                                                             | viergeschossiger Massivbau mit Fachwerkgliederung am Obergeschoss, wohl letztes Viertel 19. Jahrhundert | D-1-79-121-67 Wikidata            | Bellevueturm                                                                             |
| Fürstenfelder Straße 13, 15 (Standort)        | Doppelhaus                                                                               | zweigeschossiger Putzbau mit kurzen seitlichen Flügelbauten, neubarocken Ziergiebeln, offenem Arkadengang, Walm- und Satteldach, 1925 | D-1-79-121-68 Wikidata            | Doppelhaus                                                                               |
| Fürstenfelder Straße 16 (Standort)            | Wohnhaus, sogenannte Villa Lechner                                                       | zweigeschossiger Walmdachbau mit Zwerchhaus und Fassadengliederung in historisierenden Formen, 1873, Wiederherstellung der Fassade 1993 | D-1-79-121-6 Wikidata             | weitere Bilder                                                                           |
| Hauptstraße (Standort)                        | Kriegerdenkmal                                                                           | neubarocker Brunnen mit Figur des Hl. Sebastian und Putten, oktogonales Becken mit Brunnenpfeiler, von Franz Hoser, um 1923 | D-1-79-121-9 Wikidata             | Kriegerdenkmal                                                                           |
| Hauptstraße 1 a (Standort)                    | Ehemaliger Gasthof                                                                       | dreigeschossiger langgestreckter Traufseitbau zu 10 Achsen mit seitlich angeschlossenem zweigeschossigem Nebengebäude, um 1710 | D-1-79-121-70 Wikidata            | Ehemaliger Gasthof                                                                       |
| Hauptstraße 3 (Standort)                      | Ehemaliges Nebengebäude                                                                  | dreigeschossiger barocker Traufseitbau mit reicher Putzgliederung und Gewölbe im Erdgeschoss, bezeichnet 1722 | D-1-79-121-12 Wikidata            | Ehemaliges Nebengebäude                                                                  |
| Hauptstraße 4 (Standort)                      | Ehemaliges Bürgerhaus und Altes Rathaus, sogenanntes Moraschenhaus                       | dreigeschossiger Giebelbau mit Freitreppe und Giebelreiter, Neubau von 1781, von Johann Marggraff 1866/68 umgebaut, weitere Veränderungen 1908 | D-1-79-121-13 Wikidata            | weitere Bilder                                                                           |
| Hauptstraße 5 (Standort)                      | Wohn- und Geschäftshaus                                                                  | dreigeschossiger Eckbau im Stil der Neurenaissance, mit Ecktürmchen und reicher Fassadengestaltung, 1897 | D-1-79-121-14 Wikidata            | Wohn- und Geschäftshaus                                                                  |
| Hauptstraße 7 (Standort)                      | Ehemaliges Postamt und Hotel                                                             | dreigeschossiger spätklassizistischer Eckbau mit Erker und Putzgliederung, über älteren Kellern 1872 errichtet, Veränderung der Fassade 1965 | D-1-79-121-15 Wikidata            | Ehemaliges Postamt und Hotel                                                             |
| Hauptstraße 9 (Standort)                      | Ehemaliges Klosterrichterhaus, später Rentamt und Forstamt                               | dreigeschossiger Satteldachbau mit Flacherker und großem Toreingang, errichtet 1626 als zweigeschossiges Traufseithaus, Fassadenerneuerung und zweites Obergeschoss frühes 19. Jahrhundert, Überarbeitung der Fassade 1885 | D-1-79-121-16 Wikidata            | Ehemaliges Klosterrichterhaus, später Rentamt und Forstamt                               |
| Hauptstraße 12 (Standort)                     | Wohnhaus                                                                                 | schmaler zweigeschossiger Bau mit geschweiftem Giebel und Erker, 18. Jahrhundert | D-1-79-121-18 Wikidata            | Wohnhaus                                                                                 |
| Hauptstraße 13 (Standort)                     | Ehemaliges Lebzelterhaus, jetzt Wohn- und Geschäftshaus                                  | zweigeschossiger Giebelbau mit Halbwalm und Steherker, 2. Hälfte 18. Jahrhundert | D-1-79-121-19 Wikidata            | weitere Bilder                                                                           |
| Hauptstraße 15 (Standort)                     | Gedenktafel für Ferdinand von Miller                                                     | Relieftafel zur Erinnerung an das bereits abgebrochene Geburtshaus von Ferdinand von Miller, Bronze, wohl 1936; Mosaikarbeiten, zwei Bilder mit Lebzelterei-Motiven, wohl 1902 in München entstanden, um 1936 transloziert | D-1-79-121-21 Wikidata            | weitere Bilder                                                                           |
| Hauptstraße 17 (Standort)                     | Wohn- und Geschäftshaus, sogenannt Beim Inneren Färber                                   | zweigeschossiger Giebelbau mit Bänderung und Flacherker, nach 1704, transloziertes Mosaik um 1902 | D-1-79-121-22 Wikidata            | weitere Bilder                                                                           |
| Hauptstraße 25 (Standort)                     | Ehemaliger Brauereikeller der Brauerei Jungbräu                                          | großer tonnengewölbter Raum mit Lichtnischen und Einwurfschächten, im Kern 16./17. Jh. | D-1-79-121-146                    | BW                                                                                       |
| Hauptstraße 31 (Standort)                     | Ehemaliges Landratsamt (jetzt Rathaus)                                                   | langgestreckter zweigeschossiger Satteldachbau mit Zwerchhaus, im Kern nach 1704, Erneuerungen und neubarocker Stuckdekor, 1914 | D-1-79-121-23 Wikidata            | weitere Bilder                                                                           |
| Hauptstraße 32 (Standort)                     | Wohn- und Geschäftshaus                                                                  | kleiner zweigeschossiger Giebelbau, wohl nach 1704, Fassade 1927 überarbeitet | D-1-79-121-24 Wikidata            | Wohn- und Geschäftshaus                                                                  |
| Hauptstraße 36 (Standort)                     | Wohn- und Geschäftshaus                                                                  | dreigeschossiger Neurenaissancebau mit Zwerchhäusern, Eckerker und Marienstatue, 1896 | D-1-79-121-78 Wikidata            | weitere Bilder                                                                           |
| Josef-Spital-Straße 9 (Standort)              | Villa                                                                                    | zweigeschossiges Wohnhaus mit Krüppelwalmdach, Altane mit Wintergarten, und Spaliergerüst, um 1915; mit Garteneinfriedung, gleichzeitig | D-1-79-121-81 Wikidata            | weitere Bilder                                                                           |
| Josef-Spital-Straße 11 (Standort)             | Wohnhaus der ehemaligen Villensiedlung                                                   | zweigeschossiger Putzbau mit Krüppelwalmdach, Schwebegiebel mit Aussägearbeiten und Zwerchhaus, um 1900/1905; Garteneinfriedung, um 1915 | D-1-79-121-25 Wikidata            | weitere Bilder                                                                           |
| Kapellenstraße (Standort)                     | Kapelle St. Maria                                                                        | kleiner Putzbau mit weit vorgezogenem Satteldach, 1936; mit Ausstattung Die Brauereibesitzerin Julie Mayr ließ die Kapelle errichten. | D-1-79-121-26 Wikidata            | weitere Bilder                                                                           |
| Kapuzinerstraße 13 (Standort)                 | Wohnhaus                                                                                 | Wohnhaus, dreigeschossiger Eckbau mit Walmdach, Gesimsgliederung und Erkern, um 1910/20. | D-1-79-121-106 Wikidata           | Wohnhaus                                                                                 |
| Kapuzinerstraße 15 (Standort)                 | Wohnhaus                                                                                 | zweigeschossiger Steildachbau mit Eckerkern, Zwerchhaus und Relief Madonna im Rosenhaag, barockisierend, 1920 | D-1-79-121-71 Wikidata            | weitere Bilder                                                                           |
| Kapuzinerstraße 20, 22 (Standort)             | Doppelhaus                                                                               | zweigeschossiger Putzbau mit Walm- und Mansarddach, 1. Viertel 20. Jahrhundert | D-1-79-121-82 Wikidata            | Doppelhaus                                                                               |
| Kirchstraße 4 (Standort)                      | Ehemaliges Kammerdienerhaus des Klosters Fürstenfeld, seit 1806 Pfarrhaus des Pfarrhofes | barocker zweigeschossiger Satteldachbau, 17./18. Jahrhundert, neubarocke Fassadengestaltung 1894 | D-1-79-121-28 Wikidata            | Ehemaliges Kammerdienerhaus des Klosters Fürstenfeld, seit 1806 Pfarrhaus des Pfarrhofes |
| Kirchstraße 6 (Standort)                      | Katholische Stadtpfarrkirche St. Magdalena                                               | nach Süden orientierter barocker Wandpfeilerbau mit eingezogenem Chor und Ostturm, Neubau von 1673/75, 1965 vollständige Erneuerung des Turmes; mit Ausstattung; Friedhofsanlage mit historischen Grabsteinen des 19. und 20. Jahrhunderts, u. a. Grabdenkmal von Ferdinand von Miller für seinen Vater, nach 1887; Friedhofsmauer | D-1-79-121-27 Wikidata            | weitere Bilder                                                                           |
| Kirchstraße 9 (Standort)                      | Ehemalige Stadtapotheke                                                                  | zweigeschossiger Walmdachbau mit Pilaster- und Rustikagliederung, aus zwei Gebäuden vereinheitlicht, 1833, barockisierende Fassade, um 1900 | D-1-79-121-29 Wikidata            | Ehemalige Stadtapotheke                                                                  |
| Leonhardsplatz (Standort)                     | Katholische Filialkirche St. Leonhard                                                    | quergelagerter Hallenraum mit polygonal schließendem Chor und wuchtigem Westturm, Fassadengestaltung durch Blendfelder und -maßwerk, im spätgotischen Stil, geweiht 1440, 1854 regotisiert; mit Ausstattung | D-1-79-121-34 Wikidata            | weitere Bilder                                                                           |
| Leonhardsplatz 1 (Standort)                   | Wohn- und Geschäftshaus                                                                  | dreigeschossiger Putzbau mit Eckerkerturm, Fassaden in barockisierendem Jugendstil, um 1900 | D-1-79-121-32 Wikidata            | weitere Bilder                                                                           |
| Leonhardsplatz 2 (Standort)                   | Wohnhaus                                                                                 | zweigeschossiger Putzbau mit Walmdach, Ende 18. Jahrhundert | D-1-79-121-33 Wikidata            | Wohnhaus                                                                                 |
| Leonhardsplatz 4 (Standort)                   | Ehemaliges Handwerkerhaus                                                                | zweigeschossiger Satteldachbau, im Kern 18. Jahrhundert, später verändert | D-1-79-121-108 Wikidata           | Ehemaliges Handwerkerhaus                                                                |
| Leonhardsplatz 6 (Standort)                   | Ehemaliges Gerberhaus                                                                    | zweigeschossiger Putzbau mit steilem Satteldach, im Kern 16. Jahrhundert | D-1-79-121-86 Wikidata            | Ehemaliges Gerberhaus                                                                    |
| Ludwigshöhe 3 (Standort)                      | Villa, sogenanntes Kolbanwesen                                                           | dreigeschossige Villa mit Walmdach, neubarocker Ziergiebel und Terrasse, 1873; Kapelle, barockisierend Putzbau mit Traufgesims, von Joseph Kolb 1923 erbaut; Tor der Einfriedung, schmiedeeiserne Tortür, um 1923 | D-1-79-121-69 Wikidata            | weitere Bilder                                                                           |
| Ludwigstraße 14, 16 (Standort)                | Doppelhaus                                                                               | zweigeschossiger Putzbau mit Ziergiebeln, Krüppelwalmdach und Balkon mit schmiedeeisernen Gittern in Jugendstilformen, 1. Viertel 20. Jahrhundert | D-1-79-121-83 Wikidata            | Doppelhaus                                                                               |
| Ludwigstraße 24, 26 (Standort)                | Doppelhaus                                                                               | zweigeschossiger Putzbau mit Spitzerkern und vorkragenden Krüppelwalmdächern, im Heimatstil, 1. Viertel 20. Jahrhundert | D-1-79-121-84 Wikidata            | Doppelhaus                                                                               |
| Lützowstraße (Standort)                       | Ehrenmal für die Toten der Luftstreitkräfte und der Luftfahrt                            | Betonmonument mit kreisrundem nach außen abgeböschten Kragen, im Kreismittelpunkt Betonquader mit eingelegtem Eisernen Kreuz, vorgelagerte Rednerbühne mit Sinnspruch, nach Plänen von Ernst Zinsser, Parkanlage mit Einfriedung, nach Plänen von Ludwig Roemer, 1961–66. | D-1-79-121-149                    | BW                                                                                       |
| Lützowstraße 2, 4, 6, 8, 10 (Standort)        | Offizierswohnhäuser des Fliegerhorsts                                                    | fünf zweigeschossige Satteldachbauten mit Fensterbändern und zugehörigen Garagenbauten, 1936/38 | D-1-79-121-95 Wikidata            | weitere Bilder                                                                           |
| Lützowstraße 12 (Standort)                    | Ehemalige Generalsvilla des Fliegerhorsts                                                | zweigeschossiger verputzter Villenbau mit Eckpfeilern und flachem Satteldach, 1936/38 | D-1-79-121-96 Wikidata            | Ehemalige Generalsvilla des Fliegerhorsts                                                |
| Luitpoldstraße 3 (Standort)                   | Wohnhaus                                                                                 | zweigeschossiger Satteldachbau mit Treppengiebel, Mittelrisalit und Galvanoplastik einer Hausmadonna, Ende 19. Jahrhundert | D-1-79-121-85 Wikidata            | Wohnhaus                                                                                 |
| Maisacher Straße 7 (Standort)                 | Filmtheater                                                                              | T-förmiges Walmdachgebäude aus zweigeschossigem Vorbau mit konvex vortretendem Eingangsbereich mit Flugdach und rückwärtigem Kinosaal, in Formen der sachlichen Moderne, von Adolf Voll, 1930. | D-1-79-121-131 Wikidata           | Filmtheater                                                                              |
| Marthabräustraße (Standort)                   | Festhalle, sogenannter Marthabräu                                                        | Saalbau in Holz-Lamellenbauweise mit geschwungenem Satteldach (Zollingerdach) und zwei Dachreitern, von Adolf Voll, 1925 | D-1-79-121-72 Wikidata            | Festhalle, sogenannter Marthabräu                                                        |
| Mühlanger 4 (Standort)                        | Villa                                                                                    | zweigeschossiger Walmdachbau mit weit vorspringendem Mittelrisalit, Erkern und angefügtem erdgeschossigem Flügel mit Walmdach, barockisierender Stil mit klassizierenden Elementen der zwanziger Jahre, von Adolf Voll, 1923 | D-1-79-121-87 Wikidata            | BW                                                                                       |
| Münchner Straße 39 (Standort)                 | Wohnhaus                                                                                 | zweigeschossiger Walmdachbau mit Zwerchgiebel und historisierendem Zierputz, bezeichnet 1865; Nebengebäude, erdgeschossiger Massiv- und Holzständerbau mit Walmdach, 2. Hälfte 19. Jahrhundert | D-1-79-121-35 Wikidata            | Wohnhaus                                                                                 |
| Niederbronnerweg 4 (Standort)                 | Wegkreuz                                                                                 | gefasster hölzerner Corpus mit Holzkruzifix, 18. Jahrhundert | D-1-79-121-40 Wikidata            | Wegkreuz                                                                                 |
| Oskar-von-Miller-Straße 1 (Standort)          | Ehemalige Bahnhofsgaststätte                                                             | langgestreckter Bau mit zweigeschossigem Mittelteil, flachen Sattel- und Walmdächern und historisierenden Putzgliederungen, um 1875 | D-1-79-121-88 Wikidata            | weitere Bilder                                                                           |
| Polzstraße 10 (Standort)                      | Wohnhaus                                                                                 | zweigeschossiger Zeltdachbau mit Risalit, Bodenerker und Balkon, um 1914; mit Einfriedung | D-1-79-121-145                    | BW                                                                                       |
| Pruggmayrstraße 6 (Standort)                  | Ehemaliges Handwerkerhaus                                                                | zweigeschossiger verputzter Satteldachbau, im Kern 17./18. Jahrhundert. | D-1-79-121-89 Wikidata            | Ehemaliges Handwerkerhaus                                                                |
| Pucher Straße 6 (Standort)                    | Wohn- und Geschäftshaus                                                                  | langgestreckter zweigeschossiger Putzbau mit Walmdach, kleiner Eckloggia und Giebelrisalit, reduzierter Historismus, von Hans Voll, um 1910 | D-1-79-121-110 Wikidata           | Wohn- und Geschäftshaus                                                                  |
| Pucher Straße 53 (Standort)                   | Wohnhaus                                                                                 | erdgeschossiger Mansarddachbau mit Zwerchhaus, 1912 errichtet, ab 1916 Wohnsitz des Malerehepaars Arnold Baur und Paula Baur-Ising | D-1-79-121-113 Wikidata           | Wohnhaus                                                                                 |
| Pucher Straße 54 (Standort)                   | Wohnhaus                                                                                 | erdgeschossiger historisierender Putzbau mit übergroßem Mansardgiebeldach und hohem Zwerchhaus, von Adolf Voll, 1912, Wandbild von Hans Metzger | D-1-79-121-36 Wikidata            | Wohnhaus                                                                                 |
| Pucher Straße 56 (Standort)                   | Landhaus und Wohnhaus des Malers Max Landschreiber                                       | zweigeschossiger Walmdachbau mit Polygonalerker mit Turmaufsatz, von Adolf Voll, 1926 | D-1-79-121-73 Wikidata            | Landhaus und Wohnhaus des Malers Max Landschreiber                                       |
| Pucher Straße 58 (Standort)                   | Ehemaliges Künstlerwohnhaus                                                              | erdgeschossiger Putzbau mit tief heruntergezogenem Steildach, Giebellaube und Atelierbau, wohl von Adolf Voll, 1923/24 | D-1-79-121-74 Wikidata            | Ehemaliges Künstlerwohnhaus                                                              |
| Pucher Straße 60 (Standort)                   | Wohnhaus                                                                                 | zweigeschossiger quaderförmiger Walmdachbau unter Benutzung verschiedener Materialien, reduzierter Historismus, von Adolf Voll, 1928 | D-1-79-121-75 Wikidata            | Wohnhaus                                                                                 |
| Rothschwaiger Straße 51 (Standort)            | Katholische Pfarrkirche St. Bernhard                                                     | sechsseitiger Zentralbau mit campanile-artigem Turm, von Franz Berberich, 1963/64; mit Ausstattung | D-1-79-121-109 Wikidata           | Katholische Pfarrkirche St. Bernhard                                                     |
| Schöngeisinger Straße (Standort)              | Kapelle St. Johann Nepomuk                                                               | verputzte Nischenkapelle, wohl 18. Jahrhundert, weitgehend erneuert | D-1-79-121-37 Wikidata            | Kapelle St. Johann Nepomuk                                                               |
| Schöngeisinger Straße 2 (Standort)            | Wohnhaus                                                                                 | kleiner zweigeschossiger Giebelbau mit Standerker, im Kern 18. Jahrhundert, bauliche Veränderung im frühen 19. Jahrhundert | D-1-79-121-90 Wikidata            | Wohnhaus                                                                                 |
| Schöngeisinger Straße 6 (Standort)            | Mehrfamilienhaus                                                                         | dreigeschossiger Mansarddachbau mit zwei Kastenerkern mit neubarocken Ziergiebeln, Dekor in den Brüstungsfeldern, Anfang 20. Jahrhundert | D-1-79-121-91 Wikidata            | Mehrfamilienhaus                                                                         |
| Schöngeisinger Straße 18 (Standort)           | Handwerkerhaus (sogenanntes Haus Bausewein)                                              | Ehemals Bierbrauerei und Metzgerei, Zimmerei und Schusterei u. a., sogenannter Haus Bausewein, zweigeschossiger verputzter Fachwerkbau mit Satteldach und Standerker, im Kern 16./17. Jahrhundert, Umbauten Anfang 19. Jahrhundert | D-1-79-121-38 Wikidata            | Handwerkerhaus (sogenanntes Haus Bausewein)                                              |
| Schöngeisinger Straße 20 (Standort)           | Ehemaliges Handwerkerhaus                                                                | zweigeschossiger Walmdachbau mit kleiner Figurennische, Ende 18. Jahrhundert | D-1-79-121-39 Wikidata            | Ehemaliges Handwerkerhaus                                                                |
| Schöngeisinger Straße 56 (Standort)           | Wohnhaus                                                                                 | zweigeschossiger kubischer Klinkerbau mit Krüppelwalmdach und Stehgauben, nach Plänen des Baumeisters Weitmann, 1896 | D-1-79-121-92 Wikidata            | Wohnhaus                                                                                 |
| Schöngeisinger Straße 120 (Standort)          | Ehemalige Wasserstation                                                                  | und 1. Fürstenfeldbrucker Pumpenstation für zwei Brunnen, erdgeschossiger spätklassizistischer Pavillonbau mit Rundbogenfenstern und Walmdach, 1891/92 | D-1-79-121-76 Wikidata            | weitere Bilder                                                                           |
| Stadelbergerstraße 5 (Standort)               | Amtsgericht                                                                              | dreigeschossiger Verwaltungsbau mit Mittelrisalit, Mansardwalmdach und neubarocker Fassadengestaltung, 1913 | D-1-79-121-93 Wikidata            | Amtsgericht                                                                              |
| Stockmeierweg 4 (Standort)                    | Mehrfamilienhaus                                                                         | dreigeschossiger neubarocker Eckbau mit Eckerkerturm, um 1900; Nebengebäude, erdgeschossiger neubarocker Putzbau, gleichzeitig | D-1-79-121-42 Wikidata            | Mehrfamilienhaus                                                                         |
| Stockmeierweg 7 (Standort)                    | Evangelisch-Lutherische Erlöserkirche                                                    | historisierender Saalbau mit stark eingezogenem gerade schließendem Chor, westliche Vorhalle und Nordturm, von German Bestelmeyer, 1925/27 | D-1-79-121-43 Wikidata            | weitere Bilder                                                                           |
| Viehmarktstraße 6 (Standort)                  | Villa                                                                                    | neubarocker zweigeschossiger Putzbau mit Mansardwalmdach, Zwerchhaus und historisierender Fassadenzier, um 1910/15; Einfriedung, Pfeilerzaun mit Torbogen, gleichzeitig | D-1-79-121-77 Wikidata            | Villa                                                                                    |

### Aich
| Lage                        | Objekt                                     | Beschreibung | Akten-Nr.              | Bild                                    |
| --------------------------- | ------------------------------------------ | --- | ---------------------- | --------------------------------------- |
| Brucker Straße 6 (Standort) | Ehemaliges Kuratenhaus, jetzt Pfarrhaus    | zweigeschossiges kubisches Walmdachhaus mit Loggienvorbau, von Hans Sitzmann, 1918 | D-1-79-121-98 Wikidata | Ehemaliges Kuratenhaus, jetzt Pfarrhaus |
| Dorfstraße (Standort)       | Kapelle St. Marien                         | kleiner Rechteckbau mit Satteldach, 1820; mit Ausstattung | D-1-79-121-45 Wikidata | weitere Bilder                          |
| Dorfstraße (Standort)       | Ehemalige Schmiede                         | erdgeschossiger verputzter Satteldachbau mit profiliertem Kastengesims, frühes 19. Jahrhundert; mit Schmiedeausstattung des 19./20. Jahrhunderts                                               | D-1-79-121-97 Wikidata | weitere Bilder                          |
| Dorfstraße (Standort)       | Katholische Pfarrkirche St. Peter und Paul | barocker Saalbau mit eingezogener Apsis und Pilastergliederung, spätgotischem Flankenturm und angefügter Sakristei, Neubau von Jakob Schmidt, 1731, Langhausverlängerung 1920; mit Ausstattung | D-1-79-121-44 Wikidata | weitere Bilder                          |

### Fürstenfeld
| Lage                               | Objekt                                   | Beschreibung | Akten-Nr.               | Bild               |
| ---------------------------------- | ---------------------------------------- | --- | ----------------------- | ------------------ |
| Am Engelsberg 8 (Standort)         | Ehemalige Schmiede                       | erdgeschossiger Satteldachbau, zweite Hälfte 19. Jahrhundert | D-1-79-121-107 Wikidata | Ehemalige Schmiede |
| Fürstenfeld 5 (Standort)           | Ehemalige Zisterzienserabtei Fürstenfeld | ursprüngliche Stiftung von Herzog Ludwig dem Strengen 1256/63, fortan wittelsbachisches Haus- und Grabkloster, Neubau der gesamten Klosteranlage 1691–1703 nach Plänen von Giovanni Antonio Viscardi, Säkularisation 1803, dann Militärinvalidenhaus, Kaserne u. a., seit 1953 Bayerische Polizeifachhochschule (ab 1975 der Fachbereich Polizei der Bayerischen Beamtenfachhochschule, heute Fachhochschule für öffentliche Verwaltung und Rechtspflege in Bayern – Fachbereich Polizei) Ehemalige Zisterzienser-Klosterkirche St. Mariä Himmelfahrt, Wandpfeilerkirche mit stark eingezogenem Chor und Nordturm mit Spindelhelm, Fassadengestaltung durch kolossale Säulen- und Pilasterordnung und Volutengiebel, Giovanni Antonio Viscardi, 1700 ff., vollendet von Johann Georg Ettenhofer, geweiht 1741; mit Ausstattung (siehe auch: Traubenmadonna); Ehemaliges Abtei-Gebäude, dreigeschossige Anlage um zwei Innenhöfe nördlich an die Kirche angeschlossen, Fassadengestaltung durch Risalite, Volutengiebel und breite Zwerchhäuser, Giovanni Antonio Viscardi, 1691/1703; mit Ausstattung; Ehemaliger Klosterhof mit Klosterbrauerei (Ost- und Südflügel), dreigeschossiger verputzter Satteldachbau, im Kern 1693; Ehemals Klosterökonomie mit Torhaus (Westflügel), Putzbauten mit Sattel-, Walm- und Flachdach, Torhaus mit Mittelrisalit und Zwerchhaus, ab 1691; Ehemals Wirtschaftsgebäude, zweigeschossiger Satteldachbau mit Krangaube und Zwerchhaus, nach 1691; Ehemals Stallgebäude, erdgeschossiger barocker Satteldachbau mit befenstertem Kniestock und Zierelementen, nach 1691; Ehemals Wirtschaftsgebäude und Stallstadel, zweigeschossiger verputzter Satteldachbau, nach 1691; Ehemals Klosterschmiede, erdgeschossiger Putzbau mit flachem Satteldach, 2. Hälfte 19. Jahrhundert; Ehemals Remise, langgestreckter erdgeschossiger Satteldachbau mit Rundbogenöffnungen, 1. Hälfte 19. Jahrhundert; Ehemals Remise mit Wohnraum, zweigeschossiger Querbau mit Satteldach, 1. Hälfte 19. Jahrhundert; Brunnenfigur, Marmorputto von Roman Anton Boos, Ende 18. Jahrhundert; Rest der ehemaligen Klostermauer, Ziegelstein, vor 1700 Siehe auch: Denkmalschutzmedaille 2018 | D-1-79-121-46 Wikidata  | weitere Bilder     |
| Fürstenfelder Straße 40 (Standort) | Sogenannter Hirtenbrunnen                | Brunnenschale und Brunnenstock mit Figur des ruhenden, wachsamen Hirten, Kunststein, Ernst Andreas Rauch, 1950 | D-1-79-121-138          | BW                 |

### Gelbenholzen
| Lage                                  | Objekt                | Beschreibung | Akten-Nr.               | Bild                  |
| ------------------------------------- | --------------------- | --- | ----------------------- | --------------------- |
| Nähe Gelbenholzener Straße (Standort) | Wasserreservoir Bruck | zweifarbige Klinkerfassade mit historisierenden Mustern, bezeichnet 1898. Als Hochwasserbehälter für 1000 Kubikmeter Trinkwasser für die Stadt Fürstenfeldbruck in Betrieb bis 1956. Danach Ersatz durch den unmittelbar dahinter angebauten neuen Hochwasserbehälter für 3000 Kubikmeter Waser, der seinerseits 1978 durch einen neuen Hochwasserbehälter für 8000 Kubikmeter abgelöst wurde. Der Höhenunterschied zwischen Hochwasserbehälter und der Stadt beträgt etwa 60 Meter. | D-1-79-121-102 Wikidata | Wasserreservoir Bruck |

### Hasenheide
| Lage                                | Objekt                        | Beschreibung | Akten-Nr.              | Bild           |
| ----------------------------------- | ----------------------------- | --- | ---------------------- | -------------- |
| Von-Gravenreuth-Straße 1 (Standort) | Fliegerhorst Fürstenfeldbruck | als Luftkriegsschule (LKS 4) auf der Hasenheide gegen Olching erbaut, zumeist Putzbauten mit hölzernen Gliederungselementen als Holzpfeilerhallen oder Fensterwände sowie Tuffstein- und Ziegelsteinteilen, nach Planung von Ernst Sagebiel, unter Einfluss der Robert-Vorhoelzer-Schule, 1936/38; häufig sind wichtige Teile der ursprünglichen wandfesten Ausstattung erhalten. Von der Gesamtanlage sind einzeln zu nennen: Hauptgebäude mit Lehrsälen und Verwaltungsflügel, Festsaal und Torturm, Fahnensaal (darinnen Wandbilder von Albert Burkhart, derzeit übertüncht), zugehörig ehemaliger Appellplatz mit Sockeln für Fahnenmasten und Kleinsteinpflaster, das mit einem sich kreuzenden Mäanderornament gerahmt ist (Gebäude Nr. 101, 102, 103, 104); Unteroffizierskasino, Bau mit zwei Seitenflügeln, darinnen Säle mit wandfester Ausstattung; durch Pergolagänge mit dem Hauptgebäude verbunden (Gebäude Nr. 105); Offizierskasino und -heim (Gebäude Nr. 106), zweigeschossiger Bau mit kurzem Querflügel und großem, barockisierendem Festsaal, im Kern 1936/38, nach Brand 1976 wiederhergestellt.; Schwimm- und Sporthalle, Dreiflügelanlage mit Verbindungstrakt mit Kolonnadenhalle (Gebäude Nr. 218); Kilometerbau, leicht gekrümmter, 999 m langer, zweigeschossiger Unterkunftsbau für Rekruten, mit Wirtschafts- bzw. Kasinobereich; Rückwärts kammartig angeordnete Anbauten und hölzerner Laubengang (Gebäude Nr. 301, 302, 303, 304, 305, 306, 307); Unterkunftsgebäude, drei gleichartige zweigeschossige Satteldachbauten mit Laubenanbauten (Gebäude Nr. 107, 108, 109); Wach- und Torhaus, erdgeschossiger Walmdachbau mit von drei Stützen getragenem Durchgang (Gebäude Nr. 110); Sanitätsgebäude (Gebäude Nr. 308); Flugleitung (Gebäude Nr. 506), zweigeschossiger Flachdachbau mit östlich anschließendem viergeschossigem Tower, im Kern 1936/38, zwischen 1980 und 1990 verändert; Vom Flugplatz selber: Hangars (Gebäude Nr. 502, 508, 509, 510): Großer Flugzeughangar = Halle 1 (Gebäude Nr. 502); Drei breitgelagerte Flugzeughangars = Halle 4, 5, 6 (Gebäude Nr. 508, 509, 510) | D-1-79-121-94 Wikidata | weitere Bilder |

### Kreuth
| Lage                  | Objekt                       | Beschreibung                                                                           | Akten-Nr.              | Bild           |
| --------------------- | ---------------------------- | -------------------------------------------------------------------------------------- | ---------------------- | -------------- |
| Engelsberg (Standort) | Bildstock auf dem Engelsberg | hölzernes Gehäuse auf massivem Sockel, um 1900, mit Madonnenfigur des 18. Jahrhunderts | D-1-79-121-53 Wikidata | weitere Bilder |

### Lindach
| Lage                  | Objekt                         | Beschreibung | Akten-Nr.              | Bild           |
| --------------------- | ------------------------------ | --- | ---------------------- | -------------- |
| Lindach 13 (Standort) | Katholische Kapelle St. Rupert | kleiner Saalbau mit polygonalem Chorschluss, angefügter Sakristei und massivem Dachreiter, 15./17. Jahrhundert; mit Ausstattung | D-1-79-121-54 Wikidata | weitere Bilder |

### Pfaffing
| Lage                  | Objekt                               | Beschreibung | Akten-Nr.               | Bild           |
| --------------------- | ------------------------------------ | --- | ----------------------- | -------------- |
| Pfaffing 1 (Standort) | Dreiseithof Pentenrieder             | zweigeschossiger Satteldachbau mit Glockenständer, Hausmadonna und barocker Floriansfigur des 18. Jahrhunderts, bezeichnet 1879                                       | D-1-79-121-103 Wikidata | weitere Bilder |
| Pfaffing 4 (Standort) | Katholische Filialkirche St. Stephan | Spätgotischer Saalbau mit eingezogenem dreiseitig geschlossenem Chor und nördlichem Flankenturm, 15. Jahrhundert, barockisiert, 1861/62 regotisiert; mit Ausstattung. | D-1-79-121-55 Wikidata  | weitere Bilder |

### Puch
| Lage                              | Objekt                                                           | Beschreibung | Akten-Nr.               | Bild                                                             |
| --------------------------------- | ---------------------------------------------------------------- | --- | ----------------------- | ---------------------------------------------------------------- |
| Augsburger Straße 100 (Standort)  | Ehemaliges Wohnhaus des Ziegeleibesitzers und Ausflugsgaststätte | zweigeschossiger Schopfwalmdachbau mit traufseitigem Zwerchhaus, im Giebel Bildfeld, bezeichnet 1908; Hofkapelle, kleiner historisierender Backsteinbau, um 1908; mit Ausstattung | D-1-79-121-63 Wikidata  | Ehemaliges Wohnhaus des Ziegeleibesitzers und Ausflugsgaststätte |
| Gehagfeld (Standort)              | Feldkapelle                                                      | verputzte Nischenanlage, 18./19. Jahrhundert | D-1-79-121-57 Wikidata  | weitere Bilder                                                   |
| Kaiser-Ludwig-Straße 5 (Standort) | Ehemalige Schmiede                                               | Zweigeschossiger Satteldachbau, um 1880/90 errichtet, Erdgeschoss später verändert. | D-1-79-121-114 Wikidata | Ehemalige Schmiede                                               |
| Klosteranger 1 (Standort)         | Ehemaliges Bauernhaus                                            | zweigeschossiges Wohnstallhaus mit Satteldach, 18./19. Jahrhundert, um 1890 und 1906 Umbauten | D-1-79-121-104 Wikidata | Ehemaliges Bauernhaus                                            |
| Edignaweg (Standort)              | Katholische Filialkirche St. Sebastian                           | spätgotischer Saalbau mit leicht eingezogenem Polygonalchor und Nordturm mit Spindelhaube, 1453, Umbau und teilweiser Neubau des Langhauses 1714/24, Turmobergeschoss von Georg Ettenhofer 1765; sogenannte 1000-jährige Linde mit Inschriftentafel, legendärer Aufenthaltsort der Sel. Edigna; Edignakapelle, kleine Nischenkapelle, 17. Jahrhundert; Grab des sogenannten Rembrandtdeutschen Julius Langbehn (1851–1907), von Theodor Georgii, 1933 | D-1-79-121-56 Wikidata  | weitere Bilder                                                   |
| Klosterfeld (Standort)            | Denkmal für Kaiser Ludwig der Bayer (sogenannte Kaisersäule)     | gestorben 1347 bei Puch, sogenannte Kaisersäule, Obelisk aus weißem Ettaler Marmor auf hohem Postament mit Inschrift, von Roman Anton Boos, 1796/97, aufgestellt 1808; Brunnen, mit Tuffsteinen eingefasste Quelle, 1811/12 | D-1-79-121-58 Wikidata  | weitere Bilder                                                   |

### Rothschwaig
| Lage                     | Objekt                 | Beschreibung | Akten-Nr.               | Bild |
| ------------------------ | ---------------------- | --- | ----------------------- | ---- |
| Rothschwaig 1 (Standort) | Wohnhaus des Einödhofs | zweigeschossiger verputzter Satteldachbau mit fünf zu vier Obergeschossachsen, im Giebelfeld zwei Aufzugsöffnungen, wohl um 1775 | D-1-79-121-105 Wikidata | BW   |

## Ehemalige Baudenkmäler
In diesem Abschnitt sind Objekte aufgeführt, die früher einmal in der Denkmalliste eingetragen waren, jetzt aber nicht mehr. Objekte, die in anderem Zusammenhang also z. B. als Teil eines Baudenkmals weiter eingetragen sind, sollen hier nicht aufgeführt werden. Aktennummern in diesem Abschnitt sind ehemalige, jetzt nicht mehr gültige Aktennummern.

| Lage                                              | Objekt              | Beschreibung                                 | Akten-Nr.              | Bild                |
| ------------------------------------------------- | ------------------- | -------------------------------------------- | ---------------------- | ------------------- |
| Fürstenfeldbruck Hauptstraße 2 a (Standort)       | Relieftondo         | Madonna mit Kind, Ende 19. Jahrhundert       | D-1-79-121-10 Wikidata | Relieftondo         |
| Fürstenfeldbruck Hauptstraße 10 (Standort)        | Ausleger mit Storch | schmiedeeisern, bezeichnet 1832              |                        | Ausleger mit Storch |
| Fürstenfeldbruck Hauptstraße 14 (Standort)        | Ausleger            | schmiedeeisern, wohl 19. Jahrhundert         |                        | Ausleger            |
| Fürstenfeldbruck Josef-Spital-Straße 5 (Standort) | Garteneinfriedung   | an der Straßenseite, schmiedeeisern, um 1915 |                        | Garteneinfriedung   |